# Zebraschwanzleguan
Der Zebra- oder Gitterschwanzleguan (Callisaurus draconoides) lebt in Mexiko und in den südwestlichen USA, in Arizona, Nevada, im Südosten Kaliforniens und im Südwesten Utahs. Er bevorzugt vegetationsarmes, steiniges Gelände mit Hartböden. Die Art steht allein in der Gattung Callisaurus.

## Merkmale
Die Echsen können bis zu 23 Zentimeter lang werden, bleiben jedoch meist kleiner. Charakteristisch für die Art ist der schwarz-weiß geringelte Schwanz. Die Zeichnung ist auf der Unterseite stärker als auf der Oberseite. Ansonsten sind die Tiere von grauer bis hell braungelber Farbe. Die Unterseite ist weiß, auf dem Rücken haben sie kleine, paarige dunkle Flecken. Die Männchen haben in der Körpermitte an den Flanken eine blaue Zone mit zwei schwarzen Bändern. Die Schuppen der Gitterschwanzleguane sind körnig, an der Kehle haben die Tiere zwei Querfalten. Ihre Ohröffnungen sind deutlich sichtbar.

## Lebensweise
Die tagaktiven Zebraschwanzleguane sind revierbildend und unverträglich. Sie ernähren sich von Insekten, Spinnen und kleineren Echsen. Auf der Flucht sind sie in der Lage nur auf den Hinterbeinen zu laufen. Dabei strecken sie den Schwanz nach oben, wodurch ihre Zeichnung deutlich sichtbar wird. Die Weibchen legen von Juni bis August bis zu fünfmal zwei bis acht Eier. Die Jungtiere schlüpfen, abhängig von der Bodentemperatur, von Juli bis November.